# Auguste Maquet

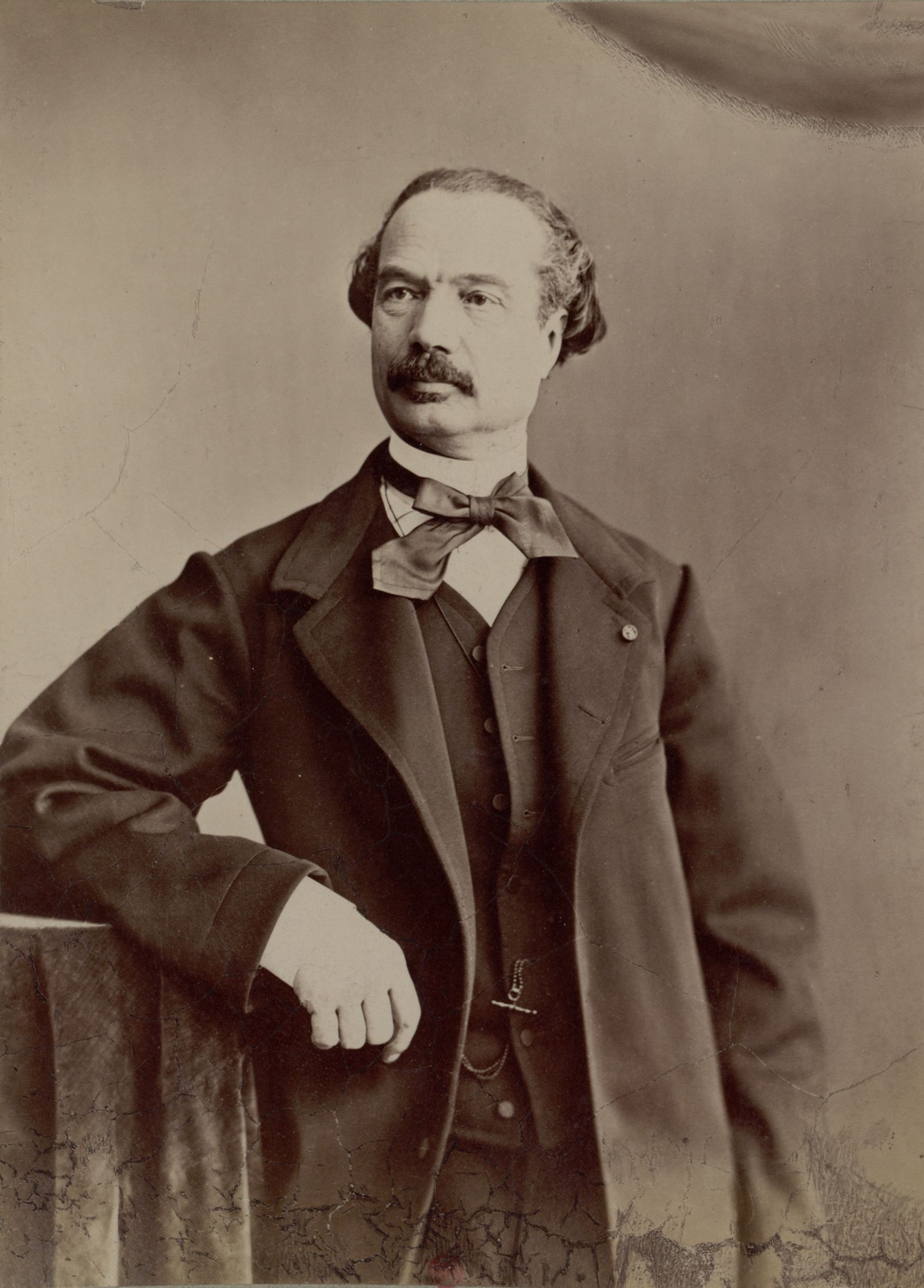
Auguste Maquet fotografiert von Nadar

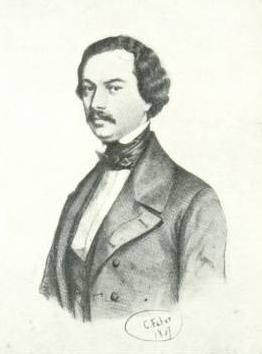
Auguste Maquet
Lithographie von C. Faber, 1847.

Auguste Maquet (* 13. September 1813 in Paris; † 8. Januar 1888 ebenda) war ein französischer Schriftsteller und Librettist.
Auguste Maquet studierte am Lycée Charlemagne und wurde dort im Alter von achtzehn Jahren Professor für Geschichte. Er verfasste einige Essays mit Gérard de Nerval, der sein Theaterstück Soir de carnaval an Alexandre Dumas gab. Dieser regte eine Überarbeitung des Stückes an, das 1839 unter dem Titel Bathilde mit Erfolg aufgeführt wurde.
Dumas interessierte sich für den produktiven jungen Schriftsteller und gewann ihn als Mitarbeiter für seine eigenen Romanproduktionen, die jedoch stets unter seinem Namen erschienen. So war Maquet Koautor von bekannten Werken wie Der Graf von Monte Christo, Die drei Musketiere und Der Mann mit der eisernen Maske.
Nach dem Ende der Zusammenarbeit mit Dumas veröffentlichte Maquet seit den 1850er Jahren auch Werke unter eigenem Namen. Mit William Busnach verfasste er das Libretto zu Isidore Legouix’ Oper L’Ours et l’amateur de jardins (1869). 1861 wurde er als Offizier der Ehrenlegion ausgezeichnet.

## Eigene Werke
- Bathilde (Soir de carnaval), 1838
- Le Chevalier d’Harmental (Bonhomme Buvat)
- La Belle Gabrielle, 1854–55
- Le Comte de Lavernie, 1854–55

## Werke als Coautor von Dumas
- Le Comte de Monte-Cristo
- Les Trois Mousquetaires
- Vingt Ans après
- Le Vicomte de Bragelonne
- La Reine Margot
- La dame de Monsoreau
- Les Quarante-Cinq
- Mémoires d’un médecin: Joseph Balsamo
- Le collier de la reine
- Ange Pitou
- Le Chevalier de Maison-Rouge
- Le Chevalier d’Harmental
- Une Fille du Régent
- La guerre des femmes
- Sylvandire (Beau Tancred)

| Personendaten    | Personendaten                |
| ---------------- | ---------------------------- |
| NAME             | Maquet, Auguste              |
| KURZBESCHREIBUNG | französischer Schriftsteller |
| GEBURTSDATUM     | 13. September 1813           |
| GEBURTSORT       | Paris                        |
| STERBEDATUM      | 8. Januar 1888               |
| STERBEORT        | Paris                        |